# Процес Сланського
Процес Сланського ( чеськ. Proces se Slánským ), Процес про антидержавну змову навколо Рудольфа Сланського ( чеськ. Proces s protistátním spikleneckým centrem Rudolfa Slánského ) — показовий суд над групою відомих діячів Комуністичної партії, що проходив у Чехословаччині з 20 по 27 листопада 1952 року, які намагалися вибудувати дружні стосунки з лідером Югославії Йосипом Тіто.
Генеральний секретар ЦК КПЛ Рудольф Сланський та 13 інших високопоставлених партійних та державних діячів, 11 з яких були євреями, були заарештовані наприкінці 1952 року та звинувачені у « троцькістсько-сіоністсько-титовській змові». Їх звинувачували у державній зраді, видачі військових таємниць, підривної діяльності, економічному саботажі та шкідництві, підготовці замахів на життя партійних та державних вождів тощо. Сланський звинувачувався в тому, що «насаджував на керівні пости в партії та державному апараті ворогів чехословацького народу, які пройшли школу американських розвідників Даллеса та Філда ».
На процесі 11 підсудних було засуджено до страти і страчено 3 грудня 1952 року, 3 засуджені на довічне ув'язнення. Державним обвинувачем виступав Йозеф Урвалек.
Процес став частиною «чистки потенційно небезпечних елементів» у лавах компартій Східної Європи. Клемент Ґотвальд, президент Чехословаччини та лідер КПЧ, побоюючись бути вичищеним, вирішив принести в жертву Рудольфа Сланського, який був другою особою в партії.
За допомогою чехословацької держбезпеки з Москви прибули інструктори. Обвинувачені визнали свою провину. У Чехословаччині проходили мітинги з вимогами страти. У в'язниці Сланський намагався вчинити самогубство.
Процес Сланського вирізнявся безпрецедентно відвертою антиєврейською спрямованістю. На допитах підсудних обвинувачі та судді вимагали визнання обвинувачених у тому, що інтереси чеських та словацьких трудящих були чужі їм саме як євреям. На єврейське походження переважної більшості обвинувачених посилалися і як на фактор, що полегшував встановлення конспіративних зв'язків. На процесі держава Ізраїль була представлена як знаряддя паліїв нової світової війни як міжнародний шпигунський центр. Із визнань обвинувачених також випливало, що уряд Ізраїлю вимагав вигідних для себе і грабіжницьких для Чехословаччини торгових угод; організував таємне вивезення з країни зброї для ізраїльської армії, що суперечить національним інтересам (хоча, за деякими відомостями, Р. Сланський був єдиним противником поставок зброї з Чехословаччини до Ізраїлю, що проводилися за вказівкою з Москви наприкінці 1940-х років); економічно послаблювало Чехословаччину за допомогою незаконної масової еміграції до Ізраїлю євреїв, які вивозили з країни злочинними шляхами величезні матеріальні та культурні цінності, тощо. Серед свідків, що були представлені на процесі, були два громадянина Ізраїлю, що повністью підтвердили усі ци звинувачення — М. Орен (1905–1985), один з лідерів партії Мапам, і Ш. Оренштейн, в минулому працівник ізраїльського дипломатичного представництва в Празі, потім бізнесмен, заарештований чехословацькими органами безпеки в 1951 році. В 1953 суд Чехословаччини засудив обох до довічного ув'язнення, але в 1954 вони вийшли на волю. Згодом у своїх спогадах вони докладно розповіли, як їх змусили дати неправдиві свідчення  .
Антисемітські твердження, що прозвучали на процесі Сланського, викликали сум'яття серед тих представників лівої інтелігенції Заходу, які традиційно орієнтувалися на СРСР.
Трьох засуджених на процесі до довічного ув'язнення звільнили у 1955 році. Реабілітували засуджених лише 1963 року — негласним рішенням керівництва КПЛ на підставі висновків комісії Драгомира Колдера. Під час Празької весни президент Людвік Свобода 1 квітня 1968 року нагородив дев'ятьох жертв процесу Сланського високими державними нагородами (зокрема шістьох – посмертно); Йозеф Франк та Евжен Льобл  стали Героями ЧССР .

## Список обвинувачених
- Рудольф Сланський (1901), Генеральний секретар ЦК КПЛ (страчений)
- Володимир Клементис[cs] (1902), Міністр закордонних справ (страчений)
- Отто Фішль[cs] (1902), Заступник міністра фінансів (страчений)
- Йозеф Франк (1909), Заступник Генерального секретаря КПЛ (страчений)
- Людвік Фрейка[cs] (1904), Голова Комітету з економіки Адміністрації президента (страчений)
- Бедржих Геміндер[cs] (1901), Голова Міжнародної секції ЦК КПЧ (страчений)
- Вавро Гайду[cs] (1913), Заступник міністра закордонних справ (довічний ув'язнення)
- Евжен Лёбл[cs] (1907), заступник міністра зовнішньої торгівлі (довічний ув'язнення)
- Артур Лондон (1915), Заступник міністра закордонних справ (довічний ув'язнення)
- Рудольф Марголіус[cs] (1913), Заступник міністра зовнішньої торгівлі (страчений)
- Бедржих Рейцин[cs] (1911), Заступник міністра національної оборони (страчений)
- Андре Симон[cs] (1895) (справжнє ім'я — Отто Кац[en]), Головний редактор газети «Руде Право» (страчений)
- Отто Шлінг (1912), Регіональний секретар КПЧ (страчений)
- Карел Шваб (1904), Заступник міністра нацбезпеки (страчений)

## Наслідки
Процес Сланського став символічною кульмінацією репресивної політики готвальдівського періоду. Було проведено силову консолідацію партійно-державного апарату, деморалізовано та придушено всіляку внутрішньопартійну опозицію. Під керівництвом Міністра інформації Вацлава Копецького розгорнулася пропагандистська кампанія на підтримку репресивного курсу з ритуальними проявами відданості Клементу Готвальду. Відбулися «процеси другого рівня», зокрема, «процес регіональних секретарів», на якому була засуджена до довічного ув'язнення Марія Швермова, сестра страченого процесу Сланського Карела Шваба . Зміцнилися службові та політичні позиції заступника міністра національної безпеки та голови StB Антоніна Прхала, який курирував слідчі дії щодо процесу.

## Зноски
1. ↑  Ольга Васинкевич. (13 січня 2009). В Чехии антисемитизма нет. Или почти нет. Радио Прага. Архів оригіналу за 3 лютого 2012. Процитовано 20 грудня 2011.
2. ↑  Ассоциация по изучению еврейских общин, Иерусалим. The Society for Research on Jewish Communities, Jerusalem. Сланского процесс. Электронная еврейская энциклопедия. eleven.co.il. Архів оригіналу за 17 вересня 2017. Процитовано 17 вересня 2017.